# ولگردان ساحل
ولگردان ساحل فیلمی به کارگردانی و نویسندگی قدرت‌الله احسانی محصول سال ۱۳۴۶ است.داستان فیلم مربوط به قاچاقچیان بین المللی است که مقداری الماس قاچاق را در ماشین سیتروئن چند جهانگرد جاسازی می کنند تا بعد در فرصتی مناسب آن ها را به دست آورند. این ها وارد ایران می شوند و در همین حال سه دختر و دو مرد جوان نیز با سیتروئن مشابهی در راه سفر به شمال هستند و چون در می یابند هیچیک پول کافی ندارند خود را به صورت توریست های خارجی درمی آورند تا از خصیصه ی مهمان نوازی ایرانی ها برخوردار شوند. قاچاقچیان با دیدن آن ها گمان می برند که توریست های حامل الماس ها را یافته اند و در این شرایط پلیس با آسودگی عملیاتش را پیگیری کرده و سیتروئن حقیقی را ضبط، الماس ها را یافته و بعد هم قاچاقچیان را گرفتار می کند.

## خلاصه داستان
قاچاقچیان بین‌المللی مقداری الماس قاچاق را در ماشین سیتروئن چند جهانگرد جاسازی می‌کنند تا بعد در فرصتی مناسب آن‌ها را به دست آورند..

## بازیگران
- سهیلا
- جواد قائم‌مقامی
- مینا
- محسن آراسته
- مهین مسعودی
- علی آزاد